# Метод двух узлов
Ме́тод двух узло́в — метод расчета электрических цепей, в котором за искомое  принимают напряжение между двумя узлами схемы (с его помощью определяют затем и токи ветвей).
Часто встречаются схемы, содержащие всего два узла. Наиболее рациональным методом расчета токов в них является метод двух узлов.
Формула для расчета напряжения между двумя узлами:
{\displaystyle U_{ab}={{\Sigma E_{k}g_{k}} \over {\Sigma g_{k}}},}
где {\displaystyle E_{k}} — напряжение источника ЭДС {\displaystyle k}-той ветви,
{\displaystyle g_{k}}— проводимость {\displaystyle k}-той ветви.

## Пример

Метод двух узлов

Найти токи в схеме, если:

E1=120 В, E3=50 В, R1=2 Ом, R2=4 Ом, R3=1 Ом, R4=10 Ом.
{\displaystyle U_{ab}={\frac {120\cdot 0{,}5-50\cdot 1}{0{,}5+0{,}25+1+0{,}1}}={\frac {10}{1{,}85}}=5{,}4} В;
{\displaystyle I_{1}={\frac {E_{1}-U_{ab}}{R_{1}}}={\frac {120-5{,}4}{2}}=57{,}3} А;
{\displaystyle I_{2}={\frac {-U_{ab}}{R_{2}}}={\frac {-5{,}4}{4}}=-1{,}35} А;
{\displaystyle I_{3}={\frac {-E_{3}-U_{ab}}{R_{3}}}={\frac {-50-5{,}4}{1}}=-55{,}4} А;
{\displaystyle I_{4}={\frac {-U_{ab}}{R_{4}}}={\frac {-5{,}4}{10}}=-0,54} А.